# Ospriocerus aeacus
Ospriocerus aeacus là một loài ruồi trong họ Asilidae. Ospriocerus aeacus được Wiedemann miêu tả năm 1828.